# LaVonna Martin
Pour les articles homonymes, voir Martin et Floréal (homonymie).
LaVonna Ann Martin-Floreal (née le 18 novembre 1966 à Dayton) est une athlète américaine spécialiste du 100 mètres haies.

## Carrière
Étudiante à l'Université du Tennessee, elle remporte en 1987 le titre NCAA du 100 mètres haies, avant d'obtenir son premier titre de championne des États-Unis. Plus tard dans la saison, elle remporte la médaille d'or des Jeux panaméricains
d'Indianapolis où elle s'impose en 12 s 81 face à sa compatriote Stephanie Hightower. Elle se classe huitième et dernière de la finale des Championnats du monde de Rome. Elle participe dès l'année suivante aux Jeux olympiques de Séoul où elle s'incline au stade des demi-finales. Elle remporte en 1990 les Championnats des États-Unis en salle et en plein air en 1990. 
LaVonna Martin se distingue lors de la saison 1992 en remportant la médaille d'argent du 100 mètres haies des Jeux olympiques de Barcelone. Devancée par la Grecque Paraskevi Patoulidou, elle établit la meilleure performance de sa carrière avec le temps de 12 s 69. En 1993, elle se classe deuxième du 60 mètres haies des Championnats du monde en salle de Toronto derrière la Suissesse Julie Baumann. Elle établit à cette occasion la meilleure marque de sa carrière en 7 s 99.
Elle est l'épouse de l'ancien triple-sauteur canadien Edrick Floreal.

### Palmarès
| Date | Compétition                    | Lieu         | Résultat | Épreuve     |
| ---- | ------------------------------ | ------------ | -------- | ----------- |
| 1987 | Jeux panaméricains             | Indianapolis | 1er      | 100 m haies |
| 1987 | Championnats du monde          | Rome         | 8e       | 100 m haies |
| 1992 | Jeux olympiques                | Barcelone    | 2e       | 100 m haies |
| 1993 | Championnats du monde en salle | Toronto      | 2e       | 60 m haies  |

- Championnats des États-Unis d'athlétisme : vainqueur du 100 m haies en 1987 et 1990, du 60 m haies en salle en 1990.

### Records
| Épreuve     | Performance | Lieu      | Date         |
| ----------- | ----------- | --------- | ------------ |
| 60 m haies  | 7 s 99      | Toronto   | 14 mars 1993 |
| 100 m haies | 12 s 69     | Barcelone | 6 août 1992  |